# Max (2015)
Max ist ein US-amerikanischer Film von Boaz Yakin, der als Drehbuchautor und Regisseur fungierte. Im Mittelpunkt des Films steht der Militärhund Max, der nach dem Tod seines Halters bei dessen jüngerem Bruder (Josh Wiggins) unterkommt. In Deutschland startete der Film am 1. Oktober 2015 in den Kinos. Am 27. Juli 2017 war der deutsche Kinostart der Fortsetzung Max – Agent auf vier Pfoten.

## Handlung
Der Belgische Schäferhund Max wird zur Unterstützung der US-Soldaten in Afghanistan eingesetzt. Als er mit seinem Herrchen Kyle Wincott in einen Hinterhalt gerät, wird dieser tödlich getroffen. Schwer traumatisiert kommt Max in Obhut von Kyles Familie. Nun kümmert sich der 14-jährige Justin um ihn, der um seinen Bruder Kyle trauert. Bald erkennt Justin, dass er mit Max die Möglichkeit hat, die Wahrheit über Kyles Tod herauszufinden. Als ein Kriegskamerad von Kyle aus Afghanistan zurückkehrt, mehren sich die Hinweise, dass es bei dem tödlichen Militäreinsatz um Waffenschmuggel ging.

## Kritik
Der Filmdienst bezeichnete den Film als „unausgeglichene Mischung aus Kriegs- und Jugendfilm, Tier- und Gangster-Story“, die „wild zwischen den Genres wechselt und damit die familiären Zielgruppen verprellt“. „Erzählerisch interessant“ sei der „Konflikt des Titelhelden, der seine Aufgabe als Militärhund nicht mehr erfüllen kann, das Leben als Haustier aber erst noch erlernen muss“.

## Auszeichnungen
Josh Wiggins erhielt für seine Rolle eine Nominierung für einen Young Artist Award in der Kategorie „Beste Leistung in einem Spielfilm – junger Hauptdarsteller (14 bis 21 Jahre)“.